# Corynopuntia emoryi
Corynopuntia emoryi là một loài thực vật có hoa trong họ Cactaceae. Loài này được (Engelm.) M.P.Griff. mô tả khoa học đầu tiên năm 2002 publ. 2003.

## Hình ảnh

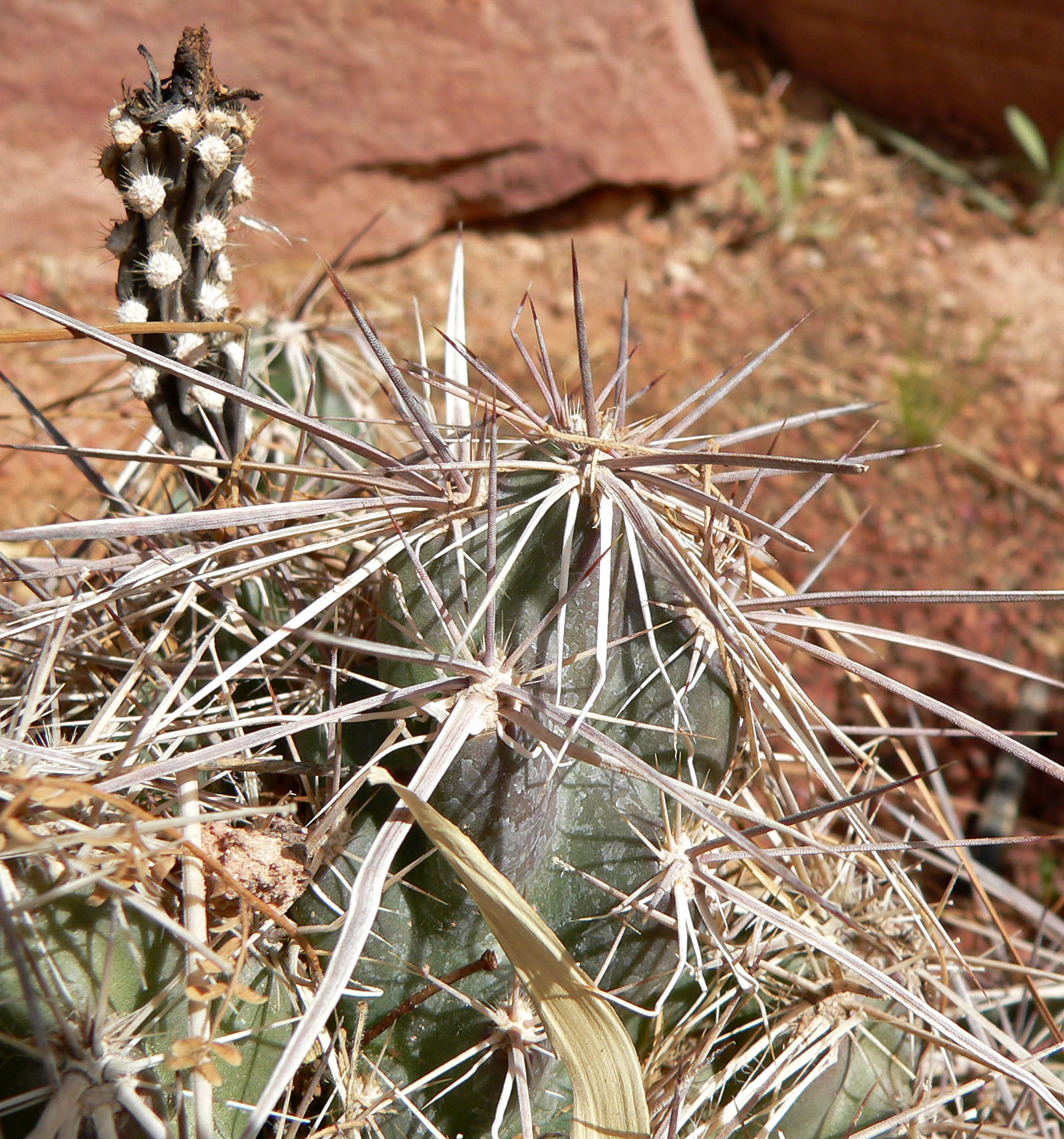
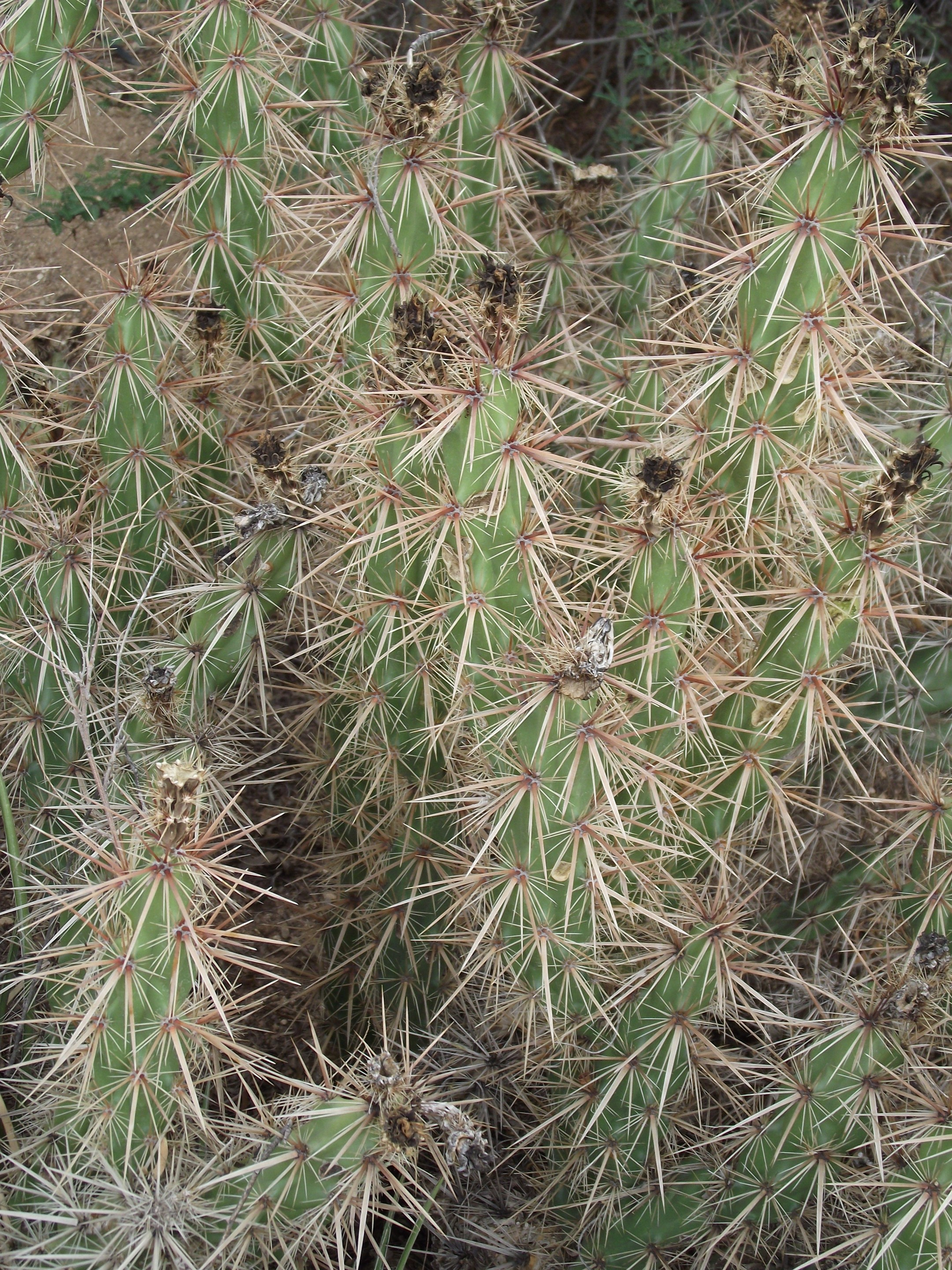
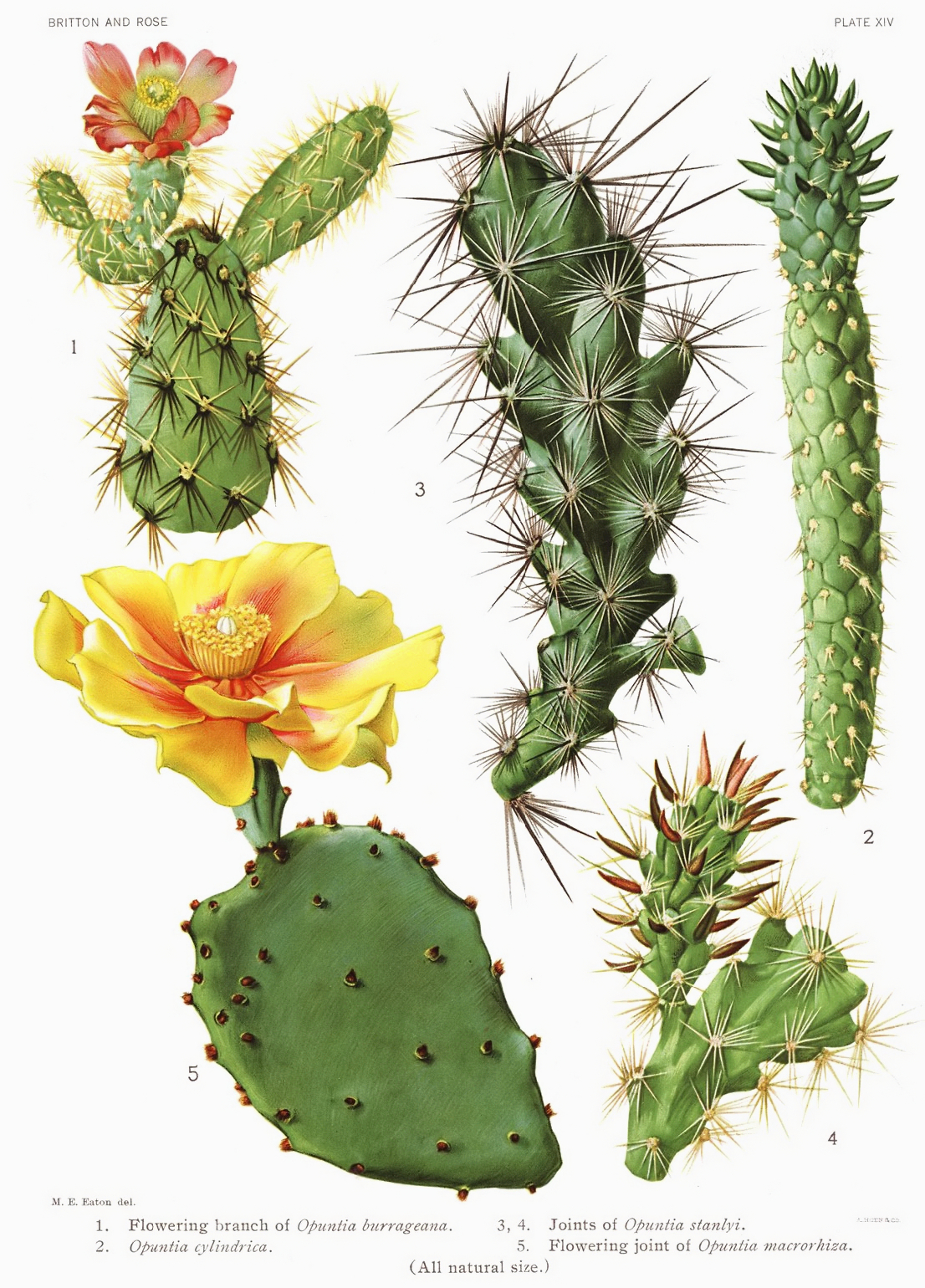